# Айлс (шельфовый ледник)
Айлс (англ. Ayles Ice Shelf) — шельфовый ледник на острове Элсмир, расположенном в Канадском Арктическом архипелаге. 13 августа 2005 года в процессе скола в Северный Ледовитый океан обрушилась значительная часть шельфового ледника, который после этого практически перестал существовать. Процесс исследования и восстановления хронологии развития событий, повлёкших скол, занял шестнадцать месяцев.

## История
Шельфовый ледник Айлс расположен на северном побережье острова Элсмир в провинции Нунавут, Канада, примерно в 800 км от Северного полюса. Ледяная поверхность шельфового ледника составляет примерно 66 км², ширина 5 км, а длина — 15 км. Толщина колеблется в районе 30 — 40 метров. Трещину в леднике впервые заметила аналитик по ледникам Лори Веир (англ. Laurie Weir) из Службы ледовой разведки Канады во время мониторинга восточной Арктики. Канадские спутниковые снимки RADARSAT, сделанные с острова Элсмир и окружающих его льдов в период с начала августа по середину августа 2005 года, показали, что 13 августа 2005 года отломился массивный участок шельфового ледника Айлс. Дискуссия между Веир и другим аналитиком, Труди Воллебен (англ. Trudy Wohlleben), привели к тому, что в работу по поиску причины случившегося были привлечены ведущие специалисты Канады из Оттавского университета и Аляскинского университета в Фэрбанксе. После длительного процесса восстановления хронологии событий путём сравнения снимков из RADARSAT, MODIS и ASTER, а также сейсмологических записей было установлено точное время скола. Эта работа привлекла внимание средств массовой информации после того, как её участники посетили Кембридж с докладом о случившийся, а также направили материалы на ежегодную научную конференцию ArcticNet 2006 года.
После того, как глыба льда откололась от ледника Айлс, она преодолела около 16 км и застряла у одного из берегов. После этого она начала замерзать, но, тем не менее, всё ещё представляет опасность для судоходства, поскольку течение и повышенная температура ввиду глобального потепления может привести к тому, что глыба пустится в дрейф.

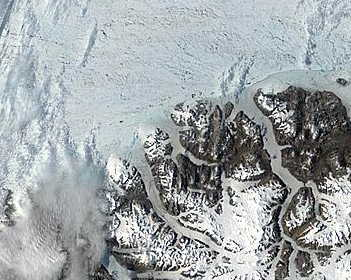
Шельфовый ледник Айлс до разлома, 2002 год
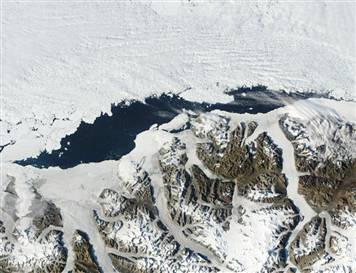
После разлома